# Bibliothèque municipale d'Alençon
Pour les articles homonymes, voir Chapelle des Jésuites.
La bibliothèque municipale d'Alençon (ancienne chapelle des Jésuites), est un édifice du XVIIe siècle inscrit Monument historique, situé à Alençon, en France.

## Localisation
Le monument est situé 33 rue du Collège, sur la commune d'Alençon, dans le département français de l'Orne.

## Historique
Les jésuites ouvrent un collège à Alençon en 1620. Comme de coutume, avec le collège, est construit un lieu de culte utilisé pour l'animation spirituelle des élèves ainsi que, à l'occasion, pour des représentations théâtrales et activités culturelles. 
Lorsque les jésuites sont bannis de France (1763) le collège passe en d'autres mains. Sécularisée durant la Révolution, l'église est divisée horizontalement par un plancher créant à l'étage l'espace pour une bibliothèque. Les boiseries de la bibliothèque proviennent de la chartreuse Notre-Dame du Val-Dieu, et ont sans doute été sculptées par les ermites chartreux. 
Au XVIIIe siècle, une nouvelle construction est accolée à la face sud du bâtiment pour recevoir une collection particulière léguée à la ville.  
Par arrêté du 22 octobre 1926, l'édifice est inscrit au titre des monuments historiques.

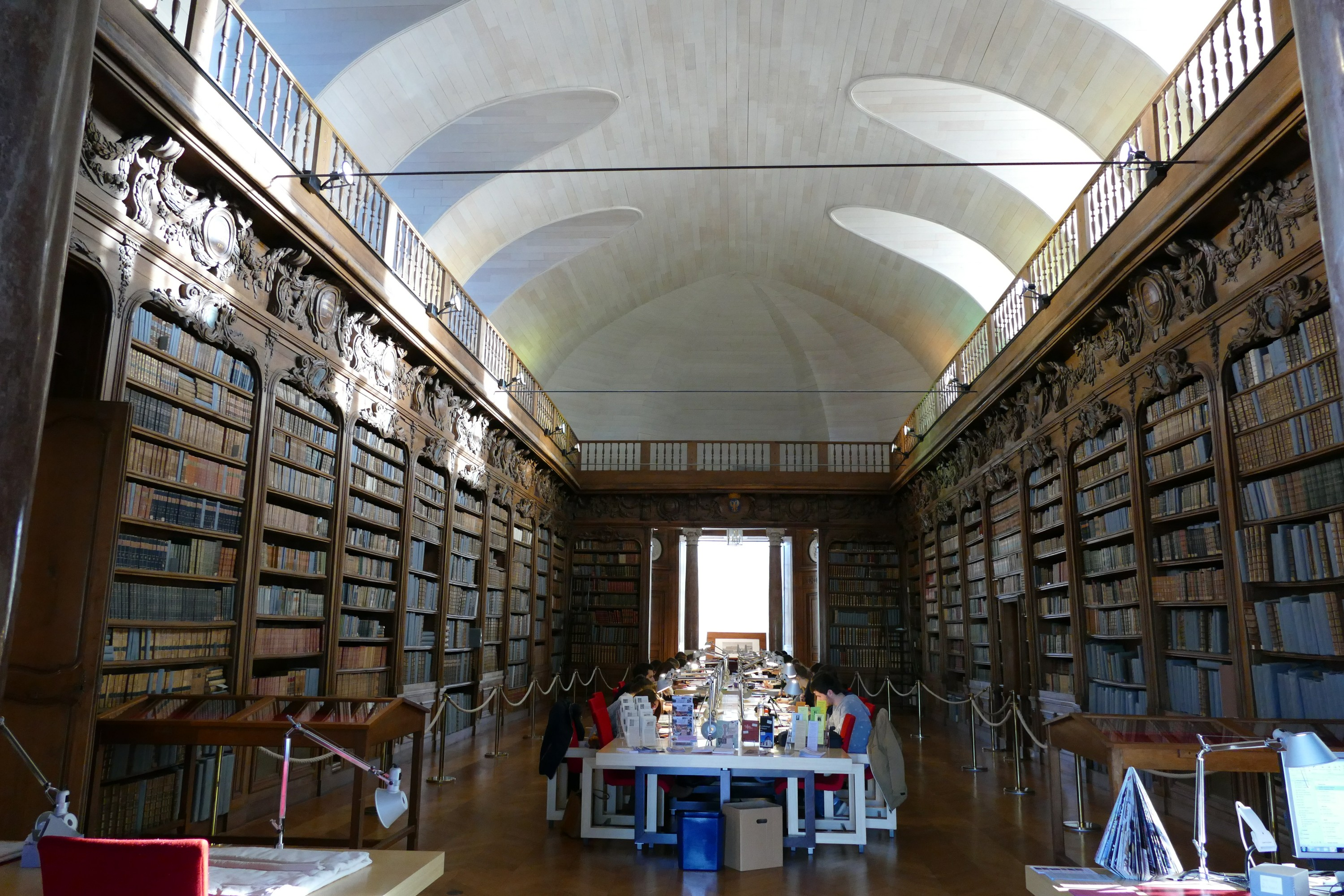
La bibliothèque, à l'étage de l'ancienne chapelle